# The Perfect Guy
The Perfect Guy ist ein US-amerikanischer Film von David M. Rosenthal aus dem Jahr 2015. Der Kinostart in Deutschland war am 3. Dezember 2015.

## Handlung
Nachdem die Beziehung der 36-jährigen Wirtschaftslobbyistin Leah Vaughn zu ihrem langjährigen Freund Dave daran zerbrochen ist, dass er ihr den Kinderwunsch nicht erfüllen wollte, trifft sie auf den charmanten IT-Experten Carter Duncan. Er scheint der absolute Traummann zu sein und ist eine willkommene Wendung des Schicksals. Auch Leahs Freunde und Familie sind begeistert, da sich Carter liebevoll um Leah und ihre Familie kümmert.
Nachdem die Dating-Phase vorüber ist, entdeckt Leah jedoch eine gewalttätige Seite an Carter. Sein Beschützerinstinkt nimmt düstere Züge an, sodass Leah die entstehende Beziehung auflöst. Doch Carter lässt sich nicht abweisen und verspricht, ihr aus Eifersucht das Leben zur Hölle zu machen.

## Kritik
Bei Rotten Tomatoes sind 21 % der Kritiken positiv bei insgesamt 39 Kritiken; die durchschnittliche Bewertung beträgt 3,9/10. Im Kritikerkonsens heißt es: „The Perfect Guy droht, unterhaltsam in Abgedroschene zu driften, flüchtet sich aber letztendlich ängstlich in Thriller-Klischees.“ (englisch „The Perfect Guy threatens to tip into enjoyably depraved territory, but ultimately settles for timid thriller clichés.“)
Der Filmdienst urteilt: „Verhaltener Thriller, der sich beim Polizei-, Horror- und Rachefilm bedient, wobei die Inszenierung über einen Stalker und sein Opfer über weite Strecken wie ein Lehrvideo über stereotypes Rollenverhalten erscheint, ohne dass eine der beiden Seiten besonders ausgelotet würde.“

## Auszeichnungen
Bei den Image Awards 2015 erhielten Michael Ealy und Sanaa Lathan jeweils Nominierungen als herausragende Schauspieler in einem Film.